# Étienne Rabaud
Étienne Antoine Prosper Jules Rabaud est un zoologiste français né le 12 septembre 1868 à Saint-Affrique et mort le 3 septembre 1956 à Villemade. Il a consacré sa vie à des travaux sur les comportements animaux en cherchant à dégager ce domaine des influences anthropomorphiques et subjectives.

## Biographie
Il étudie comme boursier à la faculté des sciences de Toulouse de 1889 à 1891. En 1898, il obtient un doctorat de médecine avec une thèse intitulée Contribution à l'étude des lésions spinales postérieures dans la paralysie générale et de sciences avec une thèse titrée Essai de tératologie : embryologie des poulets omphalocéphales (elle est éditée par Félix Alcan en 1898). Il se marie avec Sara Fournier en 1898, union dont naîtront trois enfants.
Il est chef de travaux à la faculté de médecine de Paris de 1896 à 1905, puis préparateur à l’École pratique des hautes études de 1903 à 1907, maître de conférences à la faculté des sciences de Paris (1907), chargé de cours (1919), professeur adjoint (1920), professeur sans chaire (1921), professeur de biologie expérimentale (1923). En 1938, il prend sa retraite et est nommé professeur extraordinaire. Il dirige en outre le laboratoire de Wimereux (Université Lille Nord de France) de 1910 à 1919. Durant la Première Guerre mondiale, il est médecin dans l’hôpital organisé dans le Grand Palais de Paris.
Rabaud est membre de nombreuses sociétés savantes comme la Société de biologie, la Société entomologique de France dont il sera président en 1915, la Société zoologique de France, l’Association des naturalistes parisiens, l’Association française pour l'avancement des sciences, etc.
Auteur de près de 400 publications, il contribue à la diffusion des théories sur l’évolution ainsi que de l’œuvre de Jean-Henri Fabre (1823-1915).
Dans le débat sur le transformisme, il est proche du néo-lamarckisme et critique de la circularité de l'utilisation des concepts d'adaptation et de progrès dans la théorie de l'évolution qui sont selon lui des projections anthropocentriques sur le vivant. Il étudie notamment la biologie et le comportement des araignées, mais aussi l’anatomie des poissons, le vol des insectes, etc.
En 1937, dans son livre La Matière vivante et l'hérédité, Rabaud ironisait sur la « candeur américaine » et « la mentalité singulièrement inquiétante » de Morgan, dont il rejetait sans appel toute la production scientifique. Selon Jean Rostand, c'est un exemple de l'attitude affligeante qu'eurent certains biologistes français à cette époque et qui valut à la France quelques décennies de retard en génétique.

## L'adaptation, une notion trompeuse
Étienne Rabaud est un des biologistes qui ont critiqué la notion d'adaptation (et à travers elle le mécanisme de la sélection naturelle) de la manière la plus radicale:

« L'hypothèse [darwinienne] ne résiste pas à la critique la plus élémentaire. Ne suffit-il pas de constater que l'appréciation d'un avantage tourne dans un cercle vicieux ? Quand un organisme persiste, nous décidons qu'il possède une disposition avantageuse, et nous déclarons avantageuse une disposition quelconque, précisément parce que l'organisme persiste. »

— Introduction aux sciences biologiques
Rabaud remarque également que les explications concernent souvent des organes isolés, alors que l'organisme forme un tout, et que plus rarement encore des comparaisons sont faites entre les êtres vivants ayant des dispositions analogues, afin de déterminer la réalité de l'avantage ou du rôle que joue l'organe pour les êtres vivants concernés. Il constate également que les interprétations mises en avant pour justifier l’existence d’une particularité chez une espèce ne tiennent généralement pas compte du fait que d’autres espèces vivant dans le même milieu n’ont pas cette disposition supposée avantageuse, voire ont la disposition opposée et ne s’en portent pas plus mal.
Il en conclut que la notion d'adaptation est trompeuse et qu'elle est un obstacle à l'étude plus fine et plus précise des rapports effectifs des êtres vivants entre eux et avec leur milieu. Pour lui, la notion d'adaptation induit à prendre les conséquences pour les causes et inversement : ce n'est pas parce que l'être vit dans un milieu qu'il y est adapté, mais c'est plutôt parce qu'il y trouve de quoi vivre, qu'il est en adéquation avec les conditions, qu'il habite dans ce milieu. Contre une conception de l'adaptation qui met en avant la morphologie des organismes, il donne la priorité au métabolisme, sous ce qu'il nomme "le complexe organisme X milieu".
Pour Rabaud, l'environnement n'est pas uniquement une contrainte qui s'impose à l'organisme, c'est aussi et avant tout l'espace où peut se déployer son activité autonome : l'être vivant n'est pas adapté au milieu ; c'est le contraire, il trouve dans le milieu les éléments spécifiques qui lui permettent d'assurer sa subsistance. L'analogie du vivant avec une machine induit à négliger et tend à faire oublier le caractère actif des êtres vivants dans la quête de leurs subsistances (particulièrement évidente chez les animaux), c'est-à-dire l'autonomie du vivant par rapport à son milieu.

## Liste partielle des publications
- 1899 : Anatomie élémentaire du corps humain, quatre planches coloriées à feuillets découpés et superposés, avec 60 figures dans le texte, Schleicher frères (Paris) : viii + 98 p.
- 1900 : avec Fernand Monpillard (1865-1937), Atlas d'histologie normale. Principaux tissus et organes, G. Carré et C. Naud (Paris) : 89 p. et 50 pl.
- 1901 : Anatomie élémentaire de la main et du pied, une planche coloriée à feuillets découpés et superposés, Schleicher frères (Paris) : 36 p.
- 1901 : Anatomie élémentaire du pharynx, du larynx, de l'oreille et du nez, une planche coloriée à feuillets découpés et superposés, Schleicher frères (Paris) : 38 p.
- 1903 : Anatomie et physiologie du corps humain, avec 88 figures dans le texte et 156 coupes anatomiques superposées tirées en couleurs et formant 7 planches hors texte, Schleicher frères (Paris) : viii + 222 p.
- 1908 : Le Génie et les théories de M. Lombroso, Mercure de France (Paris) : 79 p.
- 1911 : Le Transformisme et l'expérience, Paris, Félix Alcan, coll. «Nouvelle collection scientifique»  : vii + 315 p.
- 1914 : La Tératogénèse : étude des variations de l'organisme, O. Doin et fils (Paris) : viii + 361 + xii p.
- 1920 : Éléments de biologie générale, Félix Alcan (Paris) : ix + 444 p. — réédité en 1928.
- 1921 : L'Hérédité, A. Colin (Paris) : 195 p. – troisième édition entièrement révisée en 1939.
- 1922 : L'Adaptation et l'évolution, E. Chiron (Paris) : 284 p.
- 1924 : J.-H. Fabre et la science, E. Chiron (Paris) : 148 p.
- 1925 : Les phénomènes de convergence in biologie, Laboratoire d'évolution des êtres organisés / les Presses universitaires de France (Paris) : 165 p.
- 1931 : Le Transformisme, les Presses universitaires de France (Paris) : xii + 107 p.
- 1932-1934 : Zoologie biologique, Gauthier-Villars (Paris) : xxi + 784 p.
- 1937 : La Matière vivante et l'Hérédité, les Éditions rationalistes (Paris) : 190 p.
- 1937 : Phénomène social et sociétés animales, Félix Alcan (Paris) : xi + 322 p.
- 1941 : Introduction aux sciences biologiques, A. Colin (Paris) : 214 p.
- 1942 : Transformisme et adaptation, Flammarion, Bibliothèque de philosophie scientifique (Paris) : 265 p.
- 1949 : L'Instinct et le comportement animal, deux volumes, A. Colin (Paris).
- 1953 : Le Hasard et la vie des espèces, Flammarion, Bibliothèque de philosophie scientifique (Paris) : 281 p.

## Hommages
Plusieurs espèces ont été nommées en hommage à Étienne Rabaud.
- Lasius rabaudi (Jean Bondroit, 1917), espèce de fourmi[3] .
- Formicina rabaudi (Jean Bondroit, 1917), espèce de fourmi.
- Leptothorax rabaudi (Jean Bondroit, 1918), espèce de fourmi[3].
- Menemerus rabaudi, espèce d'arachnide.
- Procypris rabaudi, espèce de poisson.